# Marleen Stolz
Marleen Stoltz, ook wel Marleen Stolz, is een Nederlandse toneel-, televisie- en filmactrice.

## Loopbaan
Stoltz speelde vanaf haar afstuderen aan de Amsterdamse Toneelschool in 1989 gedurende gedurende 25 jaar bij verschillende toneelgezelschappen als Het nationale Toneel, De Appel, Theater van het Oosten en Het Toneel Speelt.
Voor haar rol in "Cloaca" van Maria Goos bij Het Toneel Speelt kreeg zij een nominatie voor een Colombina, beste vrouwelijke bijrol.
In 1984 was Stoltz voor het eerst te zien in de IKON televisieserie De Filmers. Ze speelde in series als Baantjer, waarin ze verschillende rollen had.
In 2000 was Stoltz, samen met Wim de Bie en Annet Malherbe wekelijks te zien in De Bühne van de Bie VPRO.
Tegenwoordig heeft zij een praktijk voor coaching, counseling en therapie.

## Televisie en film
Overzicht is inclusief bijrollen en gastrollen:
- 2017 - De 12 van Oldenheim (afl. #1.5) - Gast Kloosterhoeve
- 2016 - Flikken Rotterdam (afl. "Ontvoerd")
- 2014 - Lucia de B. - Gevangenisbewaker
- 2013 - Lieve Liza (afl. "Trouw") - Jojanneke
- 2011 - De bende van Oss - Dora den Brock
- 2011 - SpangaS - Praktijkbegeleider (6 afl.)
- 2011 - Flikken Maastricht (afl. "Geript") - Anita Hartemink
- 2011 - Goede tijden, slechte tijden - Rechercheur van der Molen (4 afl.)
- 2009 - 13 in de oorlog - Therees van Gennep (2 afl.)
- 2009 - De Storm - Vrouw op dijk
- 2009 - Verborgen Gebreken - Rechercheur Pascale Meijerink (10 afl.)
- 2008 - Wijster - Vrouw met bontjas
- 2005-2008 - Keyzer & de Boer advocaten - advocate Josephine Bosch (4 afl.)
- 2007 - Grijpstra & De Gier (afl. "Tussen hemel en aarde") - Ilona
- 2007: Kicks - Tine
- 2006 - Vuurzee (afl. "De stenen") - Psychiater
- 2005:  Staatsgevaarlijk - Dullaart
- 2004 - De vloer op (afl. #1.1) - Meerdere rollen
- 2003 - Cloaca - Helena
- 2002-2003 - Ernstige Delicten - Annet Doeksen (8 afl.)
- 2002 - De Buhne van De Bie (VPRO)
- 2000 - Russen (afl. "Leitmotiv") - Carolien
- 2000 - Wildschut & De Vries (afl. "Cyberstalking") - Mirjam Coetzee
- 1999: Leven en dood van Quidam Quidam - Verpleegkundige politiebureau
- 1999 - Baantjer (afl. "De Cock en het dode kind") - Lisette van Swieten
- 1997 - Baantjer (afl. "De Cock en de seriemoordenaar") - Heleen de Valk
- 1995 - In voor- en tegenspoed (afl. "Stabiel") - Verpleegkundige
- 1992 - Bureau Kruislaan (afl. "Vergeef ons onze schuld") - Melissa
- 1990 - Retrospectief
- 1989 - Max & Laura & Henk & Willie - Veronica
- 1984 - De Filmers (jeugdserie IKON) - Freddie